# Ernst Rietschel
Pour les articles homonymes, voir Rietschel.
Ernst Rietschel, né le 15 décembre 1804 à Pulsnitz (électorat de Saxe) et mort le 21 février 1861 à Dresde, est un sculpteur saxon et l'un des auteurs marquants du classicisme tardif en Allemagne. Ses œuvres les plus connues sont les statues de Goethe et de Schiller à Weimar et la statue de Lessing à Brunswick (Basse-Saxe).
Il a eu parmi ses élèves Adolf Donndorf et August Wittig et comme assistant Gustav Adolph Kietz. Il était ami avec Ernst Hähnel.
L'astéroïde (20016) Rietschel porte son nom.

## Galerie

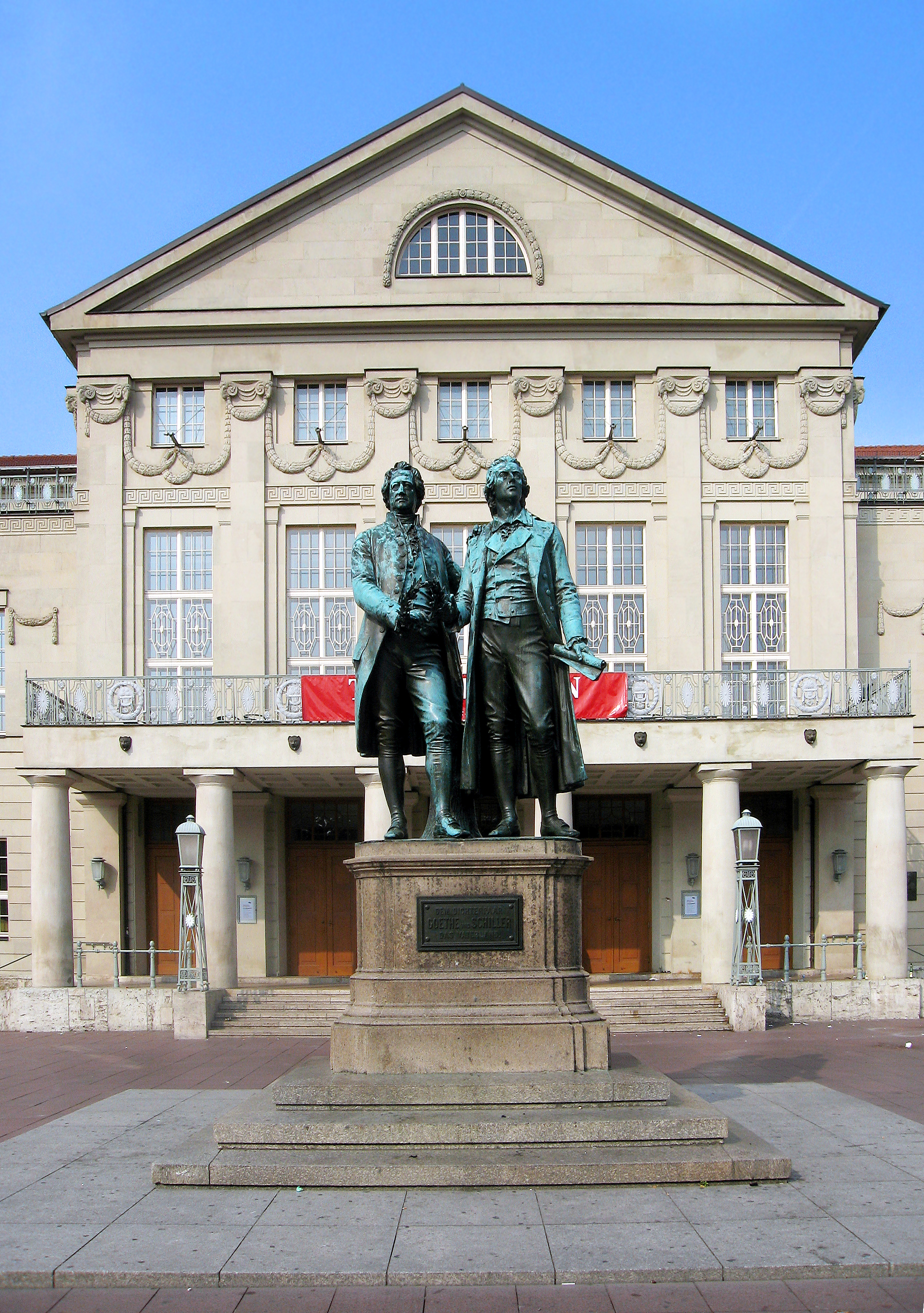
Statues de Goethe et Schiller à Weimar
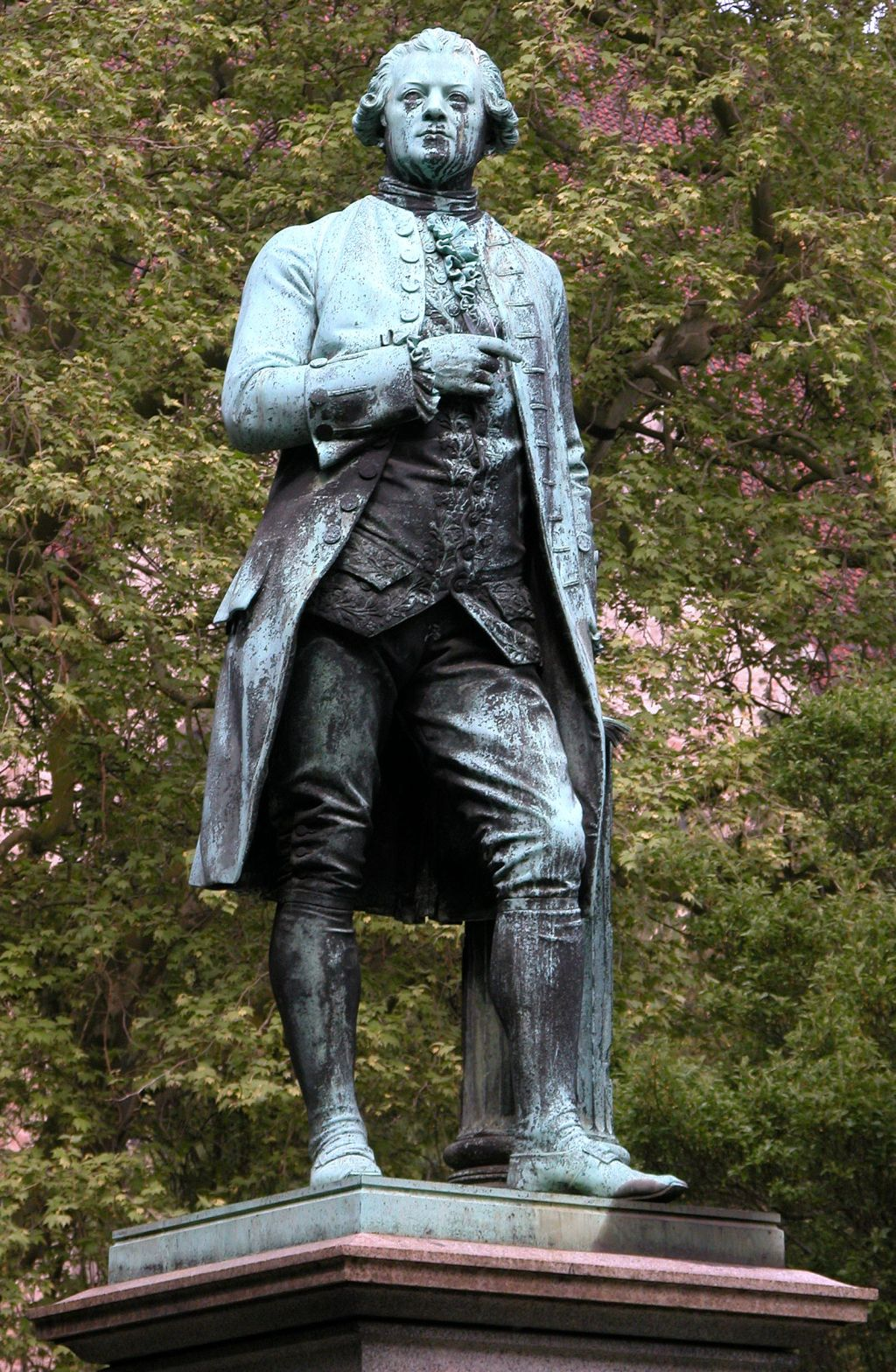
Statue de Lessing à Brunswick
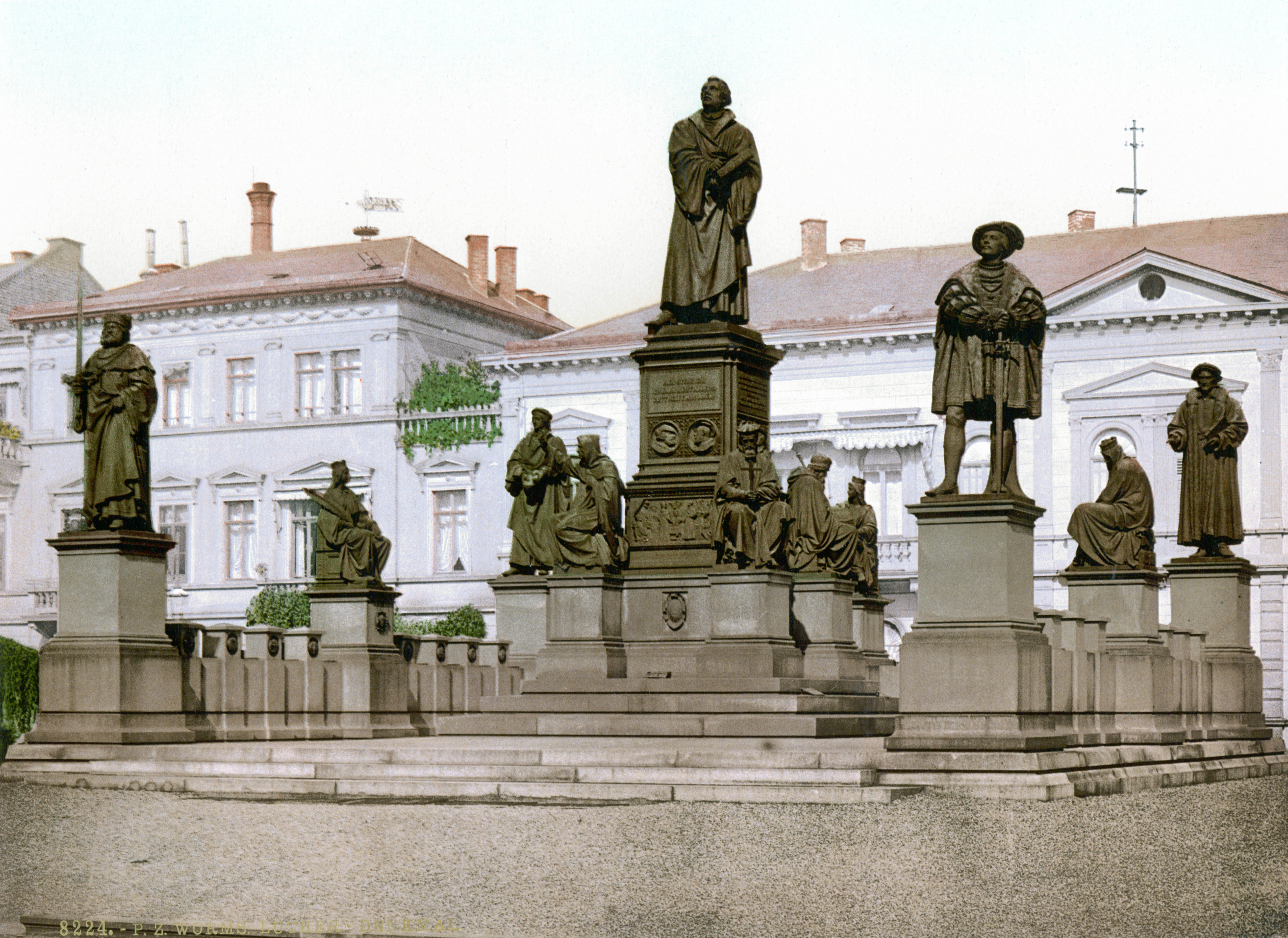
Monument de Luther à Worms
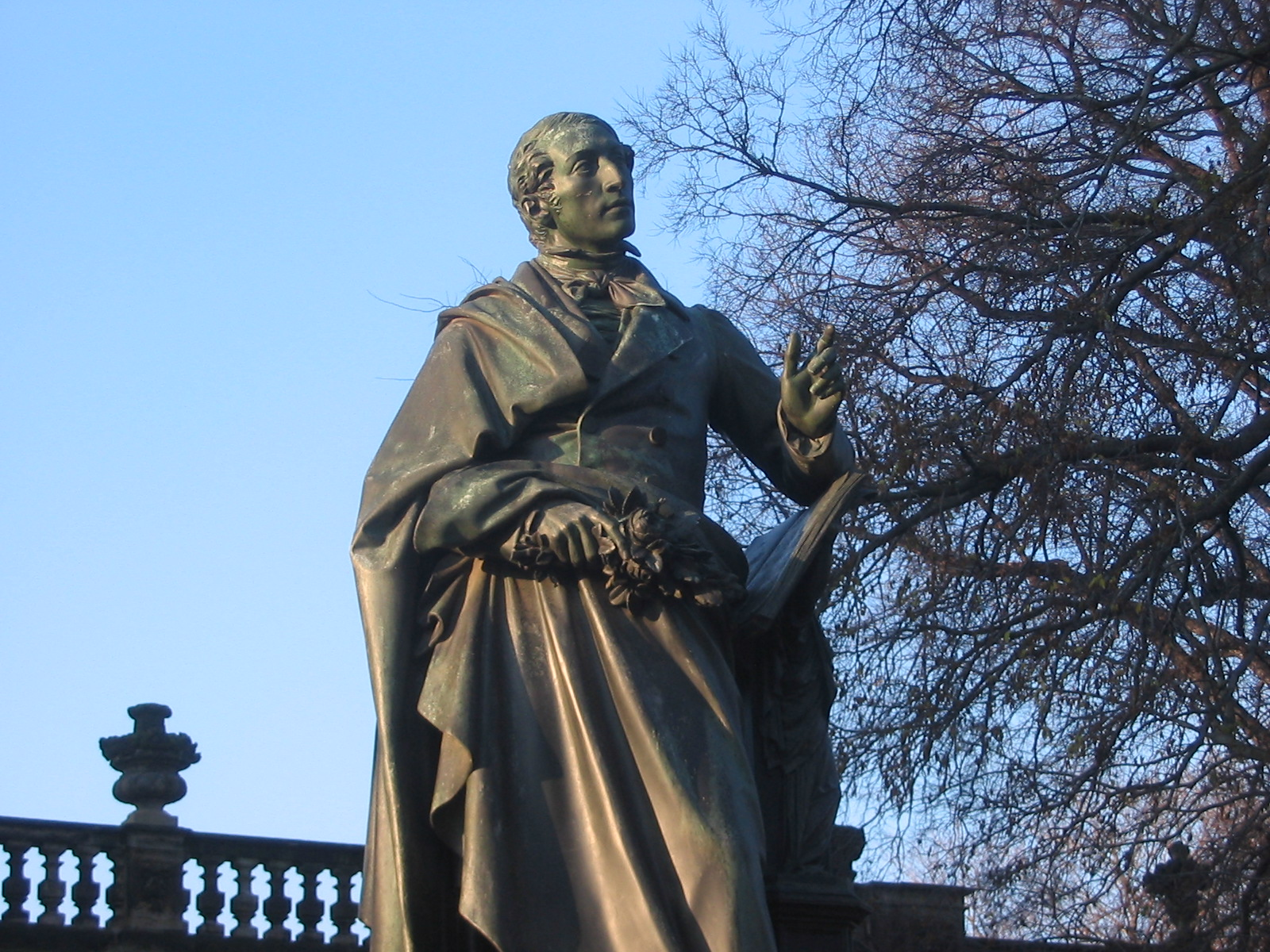
Statue de Carl Maria von Weber à Dresde